# كورنيليوس إم. كيروين
كورنيليوس إم. كيروين (بالإنجليزية: Cornelius M. Kerwin)‏ هو مدير أكاديمي وأستاذ جامعي أمريكي، ولد في 10 أبريل 1949 في واتربوري في الولايات المتحدة.

## وصلات خارجية
- كورنيليوس إم. كيروين على موقع إن إن دي بي (الإنجليزية)